# Филанджери, Карло
Карло Филанджери, князь ди Сатриано, герцог ди Таормина (итал. Carlo Filangieri, principe di Satriano e duka di Taormina, 1784—1867) — неаполитанский военный и политический деятель, генерал-лейтенант.

## Биография
Родился 10 мая 1784 года в городке Кава близ Салерно, сын экономиста Гаэтано Филанджери. Образование получил в Париже и в 1803 году вступил на службу во французскую армию.
Принимал участие в кампании 1805 года в Австрии и за отличие в сражении при Аустерлице получил чин лейтенанта. Затем он сражался против Бурбонов в Италии и за отличие при осаде Гаеты был награждён орденом Почётного легиона.
В 1808 году Филанджери находился в Испании и сражался против англичан и португальцев, отличился при взятии Бургоса. В ноябре 1808 года Филанджери дрался на дуэли и убил своего противника. Из-за этого происшествия он вынужден был оставить Испанскую армию и уехать в Италию, где поступил на службу в армию Неаполитанского королевства.
В 1811 году Филанджери был произведён в полковники и назначен командиром 6-го Неаполитанского полка. Этот полк был предназначен для похода в Россию, однако из-за опасения новой высадки Бурбонов в Италии был оставлен в Неаполе.
В 1814 году Филанджери состоял адъютантом при Мюрате и в кампании Ста дней сражался против австрийского фельдмаршала Бианки в Папской области. При защите мостов через реку Панаро он был захвачен австрийцами в плен. Несмотря на это Мюрат произвёл Филанджери в генерал-лейтенанты.
После изгнания французов из Италии и воцарении короля Фердинанда I Филанджери был принят на королевскую службу и занимал должность генерал-инспектора пехоты. Затем командовал 4-й дивизией и в 1821 году участвовал в подавлении революционных волнений в Неаполе. В 1822 году вышел в отставку.
При воцарении Фердинанда II в 1831 году Филанджери был вызван на службу. С 1834 года командовал всей артиллерией королевства Обеих Сицилий. В 1848 году он был назначен главнокомандующим на Сицилии и руководил подавлением восстания. 26 июля 1849 года назначен наместником Сицилии. 30 апреля 1849 года был награждён орденом Св. Андрея Первозванного.
В 1854 году Филанджери во второй раз вышел в отставку. Франциск II в 1859 году вернул его из отставки и 8 июля назначил председателем Совета министров и военным министром.
14 марта 1860 года Филанджери снова вышел в отставку и 14 октября 1867 года скончался в Портичи близ Неаполя.
Среди прочих наград Филанджери имел австрийский орден Марии Терезии и российский орден св. Александра Невского (27 января 1846 года).